# دانگانون، شهرستان کلمبیانا، اوهایو
دانگانون (به انگلیسی: Dungannon) یک منطقهٔ مسکونی در ایالات متحده آمریکا است که در شهرستان کلمبیانا، اوهایو واقع شده‌است. دانگانون ۳۴۲ متر بالاتر از سطح دریا واقع شده‌است.